# Geir Hallgrímsson
Geir Hallgrímsson (ur. 16 grudnia 1925 w Reykjavíku, zm. 1 września 1990 tamże) – islandzki polityk, prawnik i samorządowiec, w latach 1973–1983 przewodniczący Partii Niepodległości, premier Islandii (1974–1978) i minister spraw zagranicznych (1983–1986).

## Życiorys

### Rodzina, edukacja i działalność zawodowa
Syn Hallgrímura Benediktssona (1885–1954), kupca i polityka, oraz Áslaug Geirsdóttir (1895–1967). W 1944 został absolwentem Menntaskólinn í Reykjavík, w 1948 ukończył studia prawnicze na Uniwersytecie Islandzkim. Następnie przez rok uczęszczał na studia podyplomowe z prawa i ekonomii w Harvard Law School na Uniwersytecie Harvarda.
Od 1948 do 1959 praktykował jako adwokat w Reykjavíku. W latach 1955–1959 był prezesem spółki prawa handlowego „H. Benediktsson”. Od 1954 do 1986 wchodził w skład zarządu (od 1969 jako jego prezes) przedsiębiorstwa Árvakur wydającego m.in. dziennik „Morgunblaðið”. W latach 1965–1974 zasiadał nadto w zarządzie kompanii energetycznej Landsvirkjun.

### Działalność polityczna
Podobnie jak ojciec zaangażował się w działalność polityczną w ramach Partii Niepodległości. W latach 1957–1959 był przewodniczącym jej organizacji młodzieżowej.
Od 1954 do 1974 działał w samorządzie Reykjavíku. Od 19 listopada 1959 (wraz z Auðurem Auðunsem) pełnił funkcję burmistrza stolicy Islandii, a od 6 października 1960 do 1 grudnia 1972 sprawował ją samodzielnie. Okres sprawowania tej funkcji przyniósł mu poważanie wśród obywateli.
Od 1960 okresowo był zastępcą poselskim do parlamentu islandzkiego. W 1970 wybrano go po raz pierwszy do Althingu z ramienia Partii Niepodległości, w którym zasiadał do 1983. Potem do 1985 ponownie okresowo był zastępcą poselskim. W 1973 został prezesem swojego ugrupowania, którym był do 1983, kiedy to zastąpił go Þorsteinn Pálsson. W 1974 zawiązał koalicję z Partią Postępu, a 28 sierpnia tegoż roku został premierem kraju. Na stanowisku tym pozostawał do 1 września 1978. Zrezygnował z pełnienia funkcji premiera z powodu wielu sporów między członkami partii. Od maja 1983 do stycznia 1986 był ministrem spraw zagranicznych. Następnie wycofał się z działalności politycznej. W 1986 objął stanowisko prezesa banku centralnego Islandii, które zajmował do śmierci.

## Życie prywatne
7 lipca 1948 zawarł związek małżeński z Erną Finnsdóttir (1924–2019). Miał z nią czworo dzieci: synów Hallgrímura Benediktssona (ur. 1949) i Finnura (ur. 1953) oraz córki Kristín (ur. 1951) i Áslaug (ur. 1955).